# Терен-7

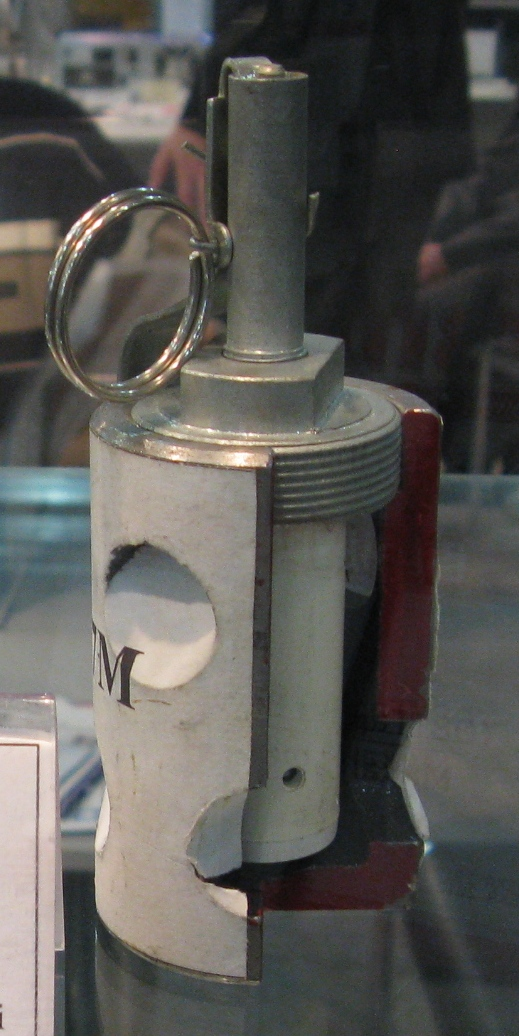
Розрізний макет гранати Терен-7М

Терен-7 — світло-шумова ручна граната українського виробництва. Застосовується для затримання злочинців, та боротьби з масовими заворушеннями, належить до гранат нелетальної дії. Виготовляється в кількох варіантах які відрізняються матеріалом корпуса. Активно застосовувалася проти учасників Євромайдану.

## Історія
З початку 1990-х років в органів МВС України з'явилася гостра потреба в спецзасобах нелетальної дії. Розробка світло-шумових гранат для спеціальних підрозділів і внутрішніх військ МВС України київським науково-виробничим підприємством «Еколог» почалася на початку 2000-х років, в серпні 2002 року були представлені перші демонстраційні зразки гранат «Терен-7» і «Терен-7М»,
в 2003 році вони вже вироблялися на підприємстві «Еколог». 10 червня 2004 року було подано заявку на отримання патент а на конструкцію світло-шумової гранати «Терен-7Е» (замість механічного запала оснащеної електричним детонатором) і 15 березня 2005 року патент був зареєстрований.
У 2013 році вартість однієї гранати «Терен-7» для внутрішніх військ МВС України становила 172 гривні. Згідно з даними розрахунків кошторисів 2013 року і за інформацією сайту державних закупівель, внутрішнім військам стабільно купували світло-шумові гранати «Терен 7» (різних модифікацій) за 172 грн за одну штуку, а в грудні 2014 року — від 324 до 360 гривень.

## Опис
Ручна граната «Терен-7» складається з циліндричного корпусу заввишки 135—140 мм і діаметром 60-65 мм, в верхню частину якого угвинчений механічний запал, обсяг корпусу значною мірою заповнений піротехнічною сумішшю.
Час горіння запала становить дві секунди, після чого граната спрацьовує з яскравим спалахом і звуком (165 ± 10 дБ), здійснюючи дезорієнтаційний і деморалізаційний вплив.
Температурний діапазон застосування гранати становить від -25 до +40 ° C. Гарантований виробником термін зберігання гранат «Терен-7» становить 3 роки (при дотриманні правил транспортування, зберігання і застосування), гранати з простроченим терміном придатності підлягають знищенню.
Під час Євромайдану граната активно застосовувалася підрозділами МВС проти активістів. Були зафіксовані численні випадки протиправного застосування гранати бійцями «Беркуту» після примотування до неї скотчем каміння, що перетворювало її на уламкову гранату. Власноручна модифікація подібних гранат суворо заборонена українським законодавством, як і заборонена будь-яка спеціальна уламкова дія подібних гранат.

## Варіанти і модифікації
Гранати «Терен-7» виготовляються в чотирьох модифікаціях, які мають однакову конструкцію і відрізняються матеріалом корпусу.
- Терен-7 — варіант з герметичним корпусом з пластмаси, маса гранати складає 158 ± 15 грамів
- Терен-7М — варіант з перфорованим сталевим корпусом багаторазового використання, маса гранати 680 ± 50 грамів. Завдяки масі, може використовуватись для пробиття скла.
- Терен-7Е — варіант «Терен-7» з електричним детонатором, маса гранати 140—155 грамів
- Терен-7ЕМ — варіант «Терен-7М» з електричним детонатором, маса гранати 650—680 грамів[5].

## Техніка безпеки
Застосування гранати чітко регламентується службовими інструкціями. Гранату треба застосовувати тільки разі крайньої потреби. І до того моменту поки нападники (чи нападник) не припинять агресивні дії.
Небезпека гранати полягає в ударній хвилі небезпечній на відстані 1,5 метра. А також звуковій хвилі в приблизно 165 децибел, така хвиля потенційно небезпечна для слуху осіб на відстані до 50 метрів. Тому при загрозі вибуху поблизу гранати Терен-7 необхідно впевнитися що відстань до гранати понад 1,5 метра і закрити вуха, чи як мінімум відкрити рота для мінімізації небезпеки. Якщо граната вибухає посеред будівель (забудов) небезпечність звукової хвилі гранати зростає, бо звук багаторазово відбивається від поверхонь будівель і забудов. В такому разі звук вибуху посилюється внаслідок відлуння
. У випадку пошкодження слуху вибухом гранати треба терміново звернутися до лікаря.

## Країни-експлуатанти
- Україна[8].